# 中国劳动关系学院

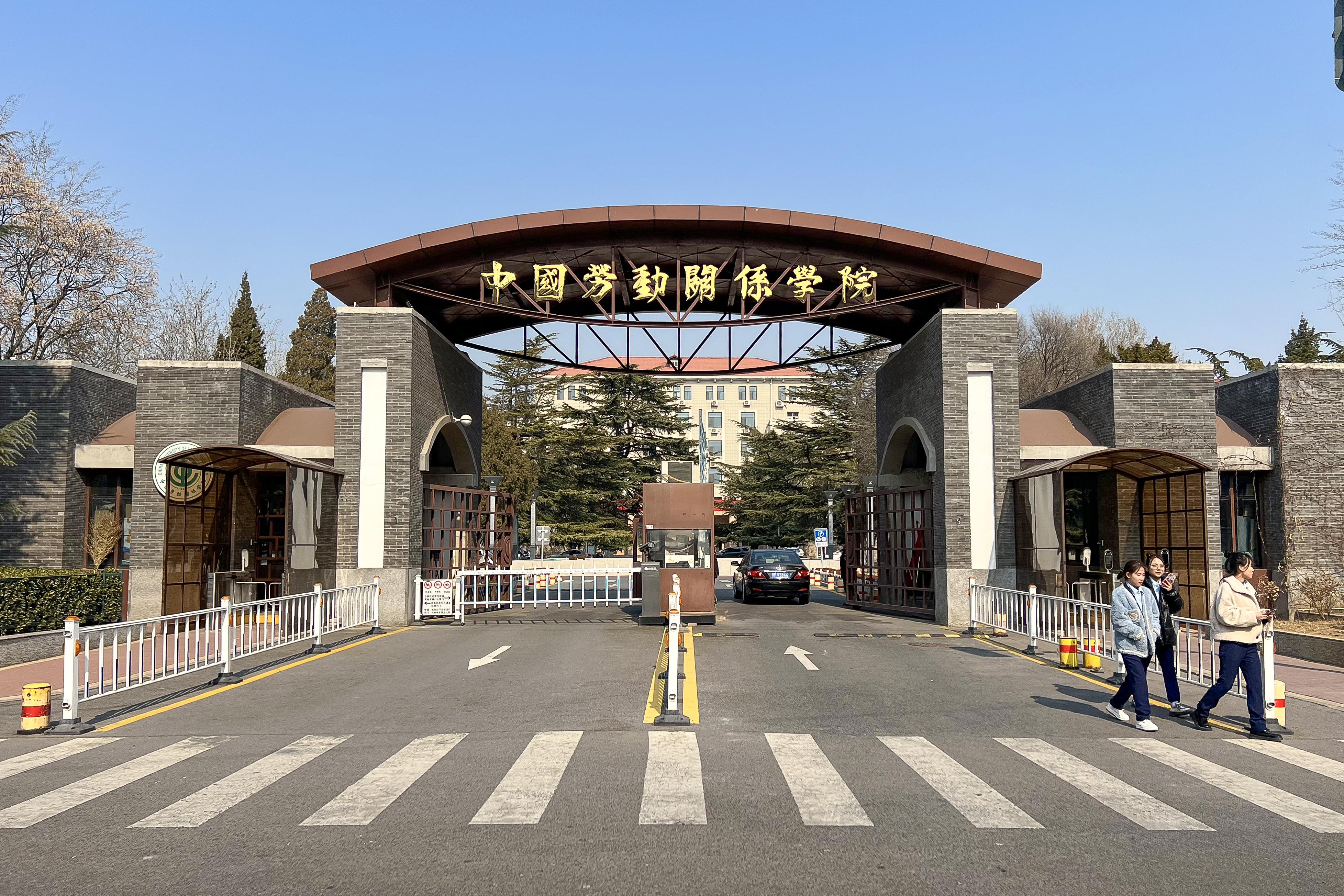
增光路45号校门

中国劳动关系学院是中华全国总工会所属普通高等院校，前身是中国工运学院，2003年5月升格为普通本科院校，遂更名。本学校的前身最早可以追溯到建于1946年的中共晋察冀边区行政干部学校。
学科建设以社会科学、管理科学为主，学院具有五十多年的发展历史，专门培养从事工会工作、劳动法律、劳动关系、经济管理、公共管理方面的人才。
学校拥有2个校区，校本部在北京市海淀区花园村，河北省保定市涿州市東城坊鎮寧村亦有分校区。

## 历史
- 学院的历史始于1946年的华北解放区。这一年，晋察冀边区行政干部学校在张家口成立。用以培训干部，以加强解放区的行政管理，并为日后接管城市做准备。
- 1949年2月，中共占领天津后，学校迁至天津，改名为“华北职工干部学校”。同年9月，在中华全国总工会名誉主席刘少奇的指示下，学校改名为“中华全国总工会干部学校”，全总主席李立三担任第一任校长。
- 建國初期，百廢待興，經濟建設領域急需大批有能力的干部。全總幹校的培訓工作開展得如火如荼。一系列政治理論、生產管理、行政管理的培訓課程從無到有逐步建立。學校從蘇聯聘請專家，協助進行學校建設，並由他們講授一系列的課程，從中藉鑑和學習蘇聯社會主義建設和工業生產的先進經驗。
- 1954年，經黨中央批准，全總幹校遷址至北京。 北京市政府闢出了一千畝地用於學院的建設，這就是今天中國勞動關係學院所在的位置。
- 从1949年创办，到文革前，全总干校共培训工会干部8800多人。学校还在全国首创劳动经济专业，为工会系统和政府部门培养了中华人民共和国最早一批劳动经济管理的专业人才。专门培养工会干部的“全总干校”，被誉为“中国工会干部的摇篮”；同时，她和“中共中央党校”，以及“中国人民大学”被并称为“三大干部学校”。
- 文革期间，中国的工会组织遭到了严重破坏，学校也因此停办。
- 1978年11月，全國總工會第九次代表大會在北京召開，會議響應十一屆三中全會的號召，提出：「把工會工作的重心轉移到社會主義現代化建設上。」
- 於此同時，中華全國中工會幹部學校復校了，工會幹部培訓工作重新開展，為恢復和重建中國工會系統輸送了大批人才。
- 1984年，经原国家教委批准，“中华全国总工会干部学校”正式改建为“中国工运学院”，体制上为中央部委所属的独立设置的成人高校,开始面向全国工会系统和社会开展成人高等学历教育。
- 学院走上了快速发展的道路。除了工会干部培训，学院逐步开办了成人高等专科教育、函授教育以及高等职业教育等。
- 1983年 开办成人专科教育（成人高等教育）
- 1992年 开办劳动模范本科班（成人高等教育）
- 1997年 试办函授教育（成人高等教育）
- 1999年 开办职业专科教育（普通高等教育）

这一时期，中国的改革开放事业迅速推进，社会主义市场经济体制逐步建立和发展。学院贴近工会工作实际、贴近劳动关系的变化、贴近市场展开科研和教学，在工会学、劳动法学、劳动关系、经济管理等一些学科领域积累了厚重的基础，一些领域居于国内领先水平。一个新的发展契机逐渐呈现。
- 2003年5月，经教育部批准，中国工运学院改制升格为普通本科院校，正式更名为“中国劳动关系学院”；体制上，她是一所部委直属的普通高等学校，归属于中华全国总工会。2016年，学院变更为教育部与中华全国总工会共建单位。

在学院“三位一体”的办学格局中，本科教育处于基础的地位。目前，中国劳动关系学院开设有社会工作、行政管理、劳动关系、人力资源、法学、财务管理、工商管理、劳动与社会保障、行政管理、安全工程、汉语言文学、新闻学、戏剧影视文学等十六个普通高等本科专业，涵盖了法学、经济学、文学、管理学、工学、艺术学等六大学科门类。
目前，中国劳动关系学院已初步建立起以劳动关系为主线的特色学科专业群，它由劳动关系、劳动法学、社会工作、劳动与社会保障等专业方向构成。其中：工会学专业方向形成于1985年，为国内首创；劳动关系专业为教育部批准的全国首家劳动关系本科专业；行政管理专业开设了中国首个“企事业行政文化建设”方向。
- 2007年和2008年，学院法学专业和劳动关系专业先后被教育部确定为特色专业建设点。
- 2007年，“文化传播试验教学中心”被北京市教委评定为“北京市实践教学示范中心”。它由6个教学实验室组成，用于文化传播学院三个专业的实践教学，内容包括影视节目制作、网络传播、报刊编辑等。
  - 改制后,工会干部培训仍然是学院的一项重要任务。在这里，每年都有6000人次左右的各级工会干部，在这里接受各种培训。
  - 高等职业专科教育，是学院办学格局的组成部分之一。目前，根据学院的总体发展定位，高等职业技术学院正逐渐缩小办学规模。2019年，高等职业技术学院招生专业为酒店管理、旅游英语2个专业。

2018年11月5日至8日，学院接受教育部审核评估。
2018年12月24日，学校党委书记屈增国离任，调入中华全国总工会工作。党委书记暂无新人接任。
2019年1月15日，在学校党委书记一职空缺情况下，学校紧急启动新一轮岗位聘任。在这次岗位聘任中，学校对前任党委书记离任前确定的岗位聘任方案进行了大规模改动，原因不详。

## 教学单位
- 马克思主义学院
- 工会学院（页面存档备份，存于）
- 劳动关系与人力资源学院（页面存档备份，存于）
- 法学院（页面存档备份，存于）
- 经济管理学院（页面存档备份，存于）
- 公共管理学院
- 安全工程学院
- 社会工作学院 （页面存档备份，存于）
- 文化传播学院（页面存档备份，存于）
- 酒店管理学院
- 应用技术学院（工匠学院）
- 体育教学部
- 外语教学部
- 工会干部培训学院
- 继续教育学院（劳模学院、培训中心）